# 上野順惠
上野順惠（うえの よしえ，1983年7月1日—），日本女子柔道運動員。北海道旭川市出生，畢業於六合中学校及北海道旭川南高校；現隸屬於三井住友海上火災保險株式会社。其胞姊上野雅惠及胞妹上野巴惠同為日本柔道選手。

## 生涯
2010年11月，上野代表日本參加廣州亞運會柔道比賽的女子63公斤级項目，奪得金牌。上野在準決賽中面對朝鮮選手金秀京，多番被對手違規拳擊，造成左眼紅腫黑青；事後日本代表團就事件上告國際柔道聯合會。